# Douglas DC-8 (поршневой самолёт)
Douglas DC-8 — американский проект поршневого пассажирского самолёта компании Douglas Aircraft. Прототип был разработан более чем за 10 лет до появления реактивного DC-8. 
Самолёт предполагалось оснастить толкающим пропеллером в хвосте — идея, предложенная Эдвардом Бёртоном для проекта истребителя. 
Проект был закрыт после того, как расчёты показали коммерческую несостоятельность разработки.

## Разработка

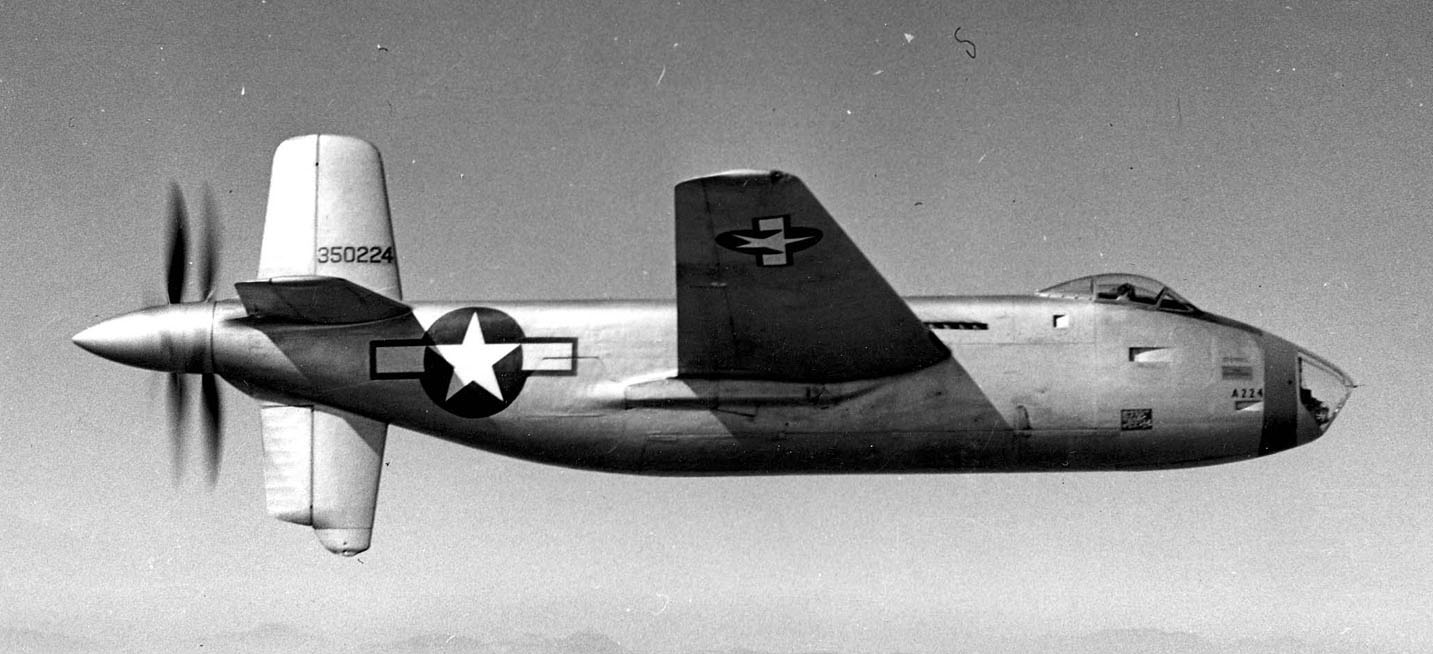
XB-42 Mixmaster

Проект был начат вскоре после окончания Второй мировой войны, за основу был взят самолёт XB-42 Mixmaster.. 
Предполагалось использовать авиалайнер на маршрутах малой и средней протяжённости для перевозки 40-48 пассажиров в герметичном салоне, впервые появившемся на самолёте Boeing 307 в 1938 году, однако к тому времени ещё не ставшем стандартным оборудованием для пассажирских авиалайнеров.
Поршневой DC-8 должен был использовать тот же двигатель Allison V-1710, что и XB-42, мощностью 1375 л.с., с соосными винтами, приводимыми валами под полом салона (конструкция, схожая с применённой на самолёте P-39 Airacobra). Такая конструкция должна была на 30 % снизить лобовое сопротивление и облегчить управление самолётом при отказе одного из двигателей. Доступ пассажиров в салон должен был осуществляться при помощи аэродромного трапа через единственную дверь в левом борту.
Несмотря на предполагаемые преимущества перед традиционными двухмоторными авиалайнерами, большая сложность и стоимость разработки и, как следствие, более высокая цена привели к тому, что предпочтение было отдано менее рискованным и дорогим конструкциям, таким как Convair CV-240 и Martin 2-0-2, а проект DC-8 был закрыт.

## Технические характеристики
Источник данных: 

Технические характеристики
- Экипаж: 3
- Пассажировместимость: 48
- Длина: 23,67 м
- Размах крыла: 33,58 м
- Высота: 8,17 м
- Площадь крыла: 102,6 м
- Профиль крыла: 11:1
- Масса пустого: 11 т
- Максимальная взлётная масса: 18 т

Лётные характеристики
- Максимальная скорость: 451 км/ч
- Крейсерская скорость: 381 км/ч
- Практическая дальность: 3814 км
- Практический потолок: 9296 м
- Скороподъёмность: 4,8 м/с